# 水手温暖港湾
水手温暖港湾（Sailors' Snug Harbor）是纽约市斯塔滕岛的一组重要的19世纪建筑。这些建筑曾经是老年水手的养老院，坐落在斯塔滕岛北岸沿着范库尔水道的一个83-英畝（34-公頃）的公园内。一些建筑和场地由温暖港湾文化中心和植物园的艺术机构使用。
水手温暖港湾包括26座希腊复兴式建筑、布杂艺术、意大利建筑以及维多利亚式建筑，被认为是斯塔滕岛的“皇冠上的宝石”，以及“纽约19世纪航海历史无可比拟的遗迹”。这是一个国家历史地标区。

## 历史

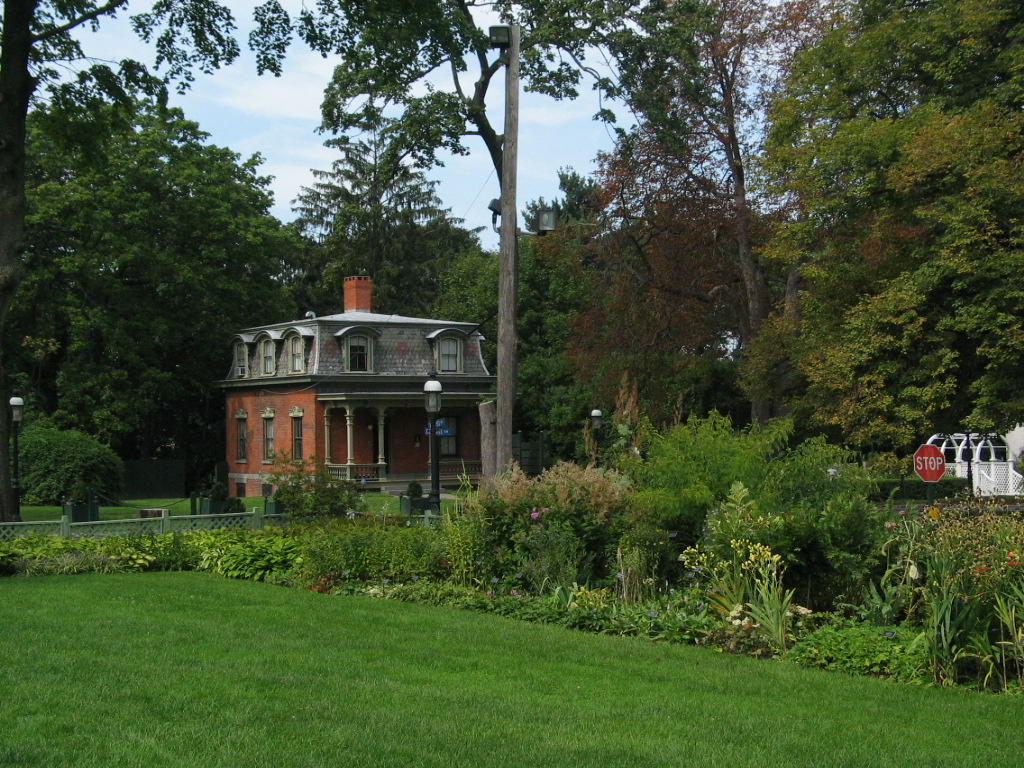

温暖港湾是由革命战争士兵和船长罗伯特·理查德·兰德尔去世后的遗赠而建立的，附近的社区兰德尔庄园（Randall Manor）也以他命名。兰德尔在他的曼哈顿住所，周围是第五大道、百老汇、第10街和第八街的南侧，毗邻现在华盛顿广场, 建立一个机构，照顾年老体弱的海员。
水手温暖港湾的第一次会议于1806年举行。在第一次选举中，当时的市长德维特·克林顿当选院长。兰德尔的意愿遭到了几次挑战：一次来自斯蒂芬·布朗，他声称兰德尔不能作为 他祖父在新泽西州的遗产的执行人，另一次来自新斯科舍圣公会主教约翰·英格利斯（John Inglis ），他声称通过他的共同祖先约翰·克鲁克，他也是一个适当的附带继承人。该公司在法律上由托马斯·艾迪斯·埃米特（Thomas Addis Emmet）代表，他曾是联合爱尔兰人会的成员，该组织受到美国革命成功的激励，在爱尔兰与英国人作战。有趣的是，未来的总统马丁·范布伦担任被告的律师，而丹尼尔·韦伯斯特则担任原告的律师。

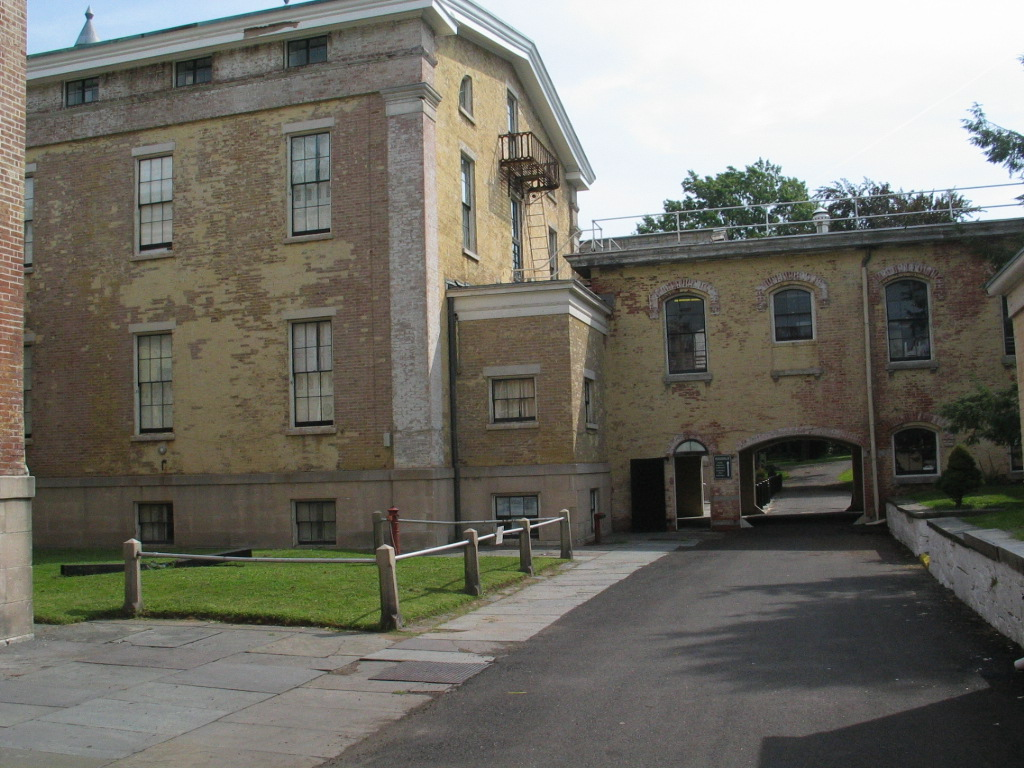
温暖港湾文化中心的建筑

曼哈顿产业周围原本是乡村，这时已经发展得很好。温暖港湾的受托人（由兰德尔的意愿任命，他们包括纽约市长、海运协会的正副会长、圣公会和长老会的领袖、商会主席、以及首席法官）决定最大化曼哈顿产业的利润。他们把该机构的拟议地点改为兰德尔遗赠的另一块土地：斯塔滕岛上的一块濒临范库尔水道的130英亩的地块。
水手温暖港湾终于在1833年开放，这是美国第一个商船海员的养老院。该机构开始只有一栋建筑，现在是一排五座希腊复兴神庙式建筑，成为斯塔滕岛新布赖顿海滨的中心。 从1867年至1884年，托马斯·梅尔维尔船长是一位退休的船长、《白鲸记》的作者赫尔曼·梅尔维尔的兄弟，是温暖港湾的院长。1890年，温暖港湾的院长古斯塔夫斯·特拉斯克船长建造了一座新文艺复兴建筑风格的教堂，兰德尔纪念教堂（Randall Memorial Chapel），和旁边的一座音乐厅，都是由罗伯特·吉布森设计。 在19世纪末的顶峰时，大约有1000名退休水手住在温暖港湾，当时纽约最富有的慈善机构之一。其华盛顿广场地区物业产生的盈余，超过养老院每年的花费10万美元。

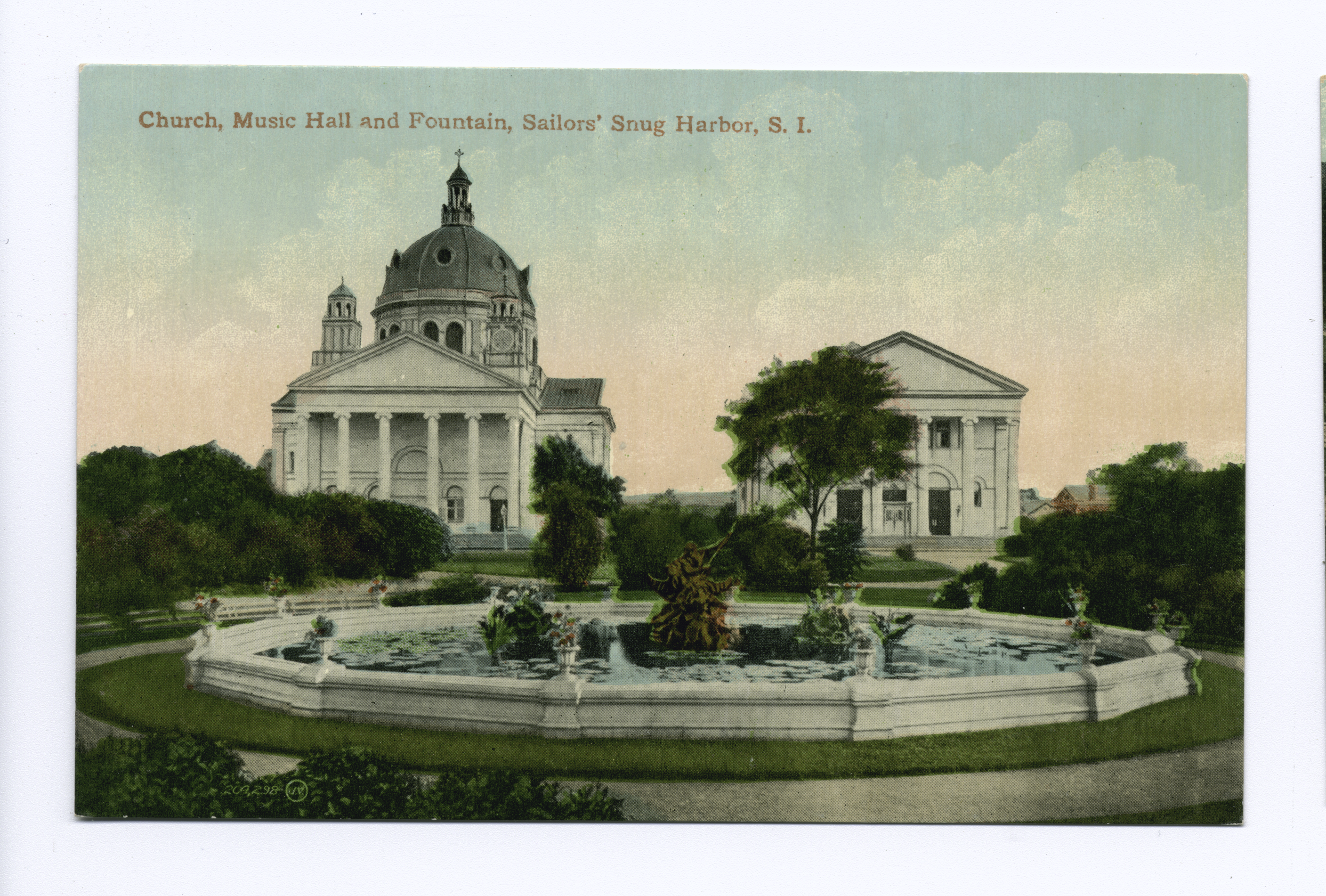
教堂、音乐厅和喷泉

然而，到了20世纪中叶，温暖港湾遇到了财政困难。曾经宏伟的建筑年久失修，有些被拆除；华丽的白色大理石兰德尔纪念教堂于1952年被拆除。随着1930年代社会保障制度的建立，对老年水手住房的需求下降；到1950年代中期，剩下的居民不到200人。
1960年代，该机构的受托人提议将其重新开发为高层建筑；新的纽约市地标保护委员会挺身而出，拯救剩余的建筑，指定这些建筑为地标性建筑，并将其列入国家史迹名录。随后发生了一系列法律纠纷，但最终维持了地标指定的有效性，并在1965年宣布为国家历史地标。1970年代，受托人将该机构迁至北卡罗来纳州的海平面（Sea Level），并将斯塔滕岛产业出售给纽约市。今天，兰德尔信托公司不再经营养老院，但纽约市水手温暖港湾的受托人 （页面存档备份，存于）仍在继续工作，利用捐赠基金帮助全国各地的海员。

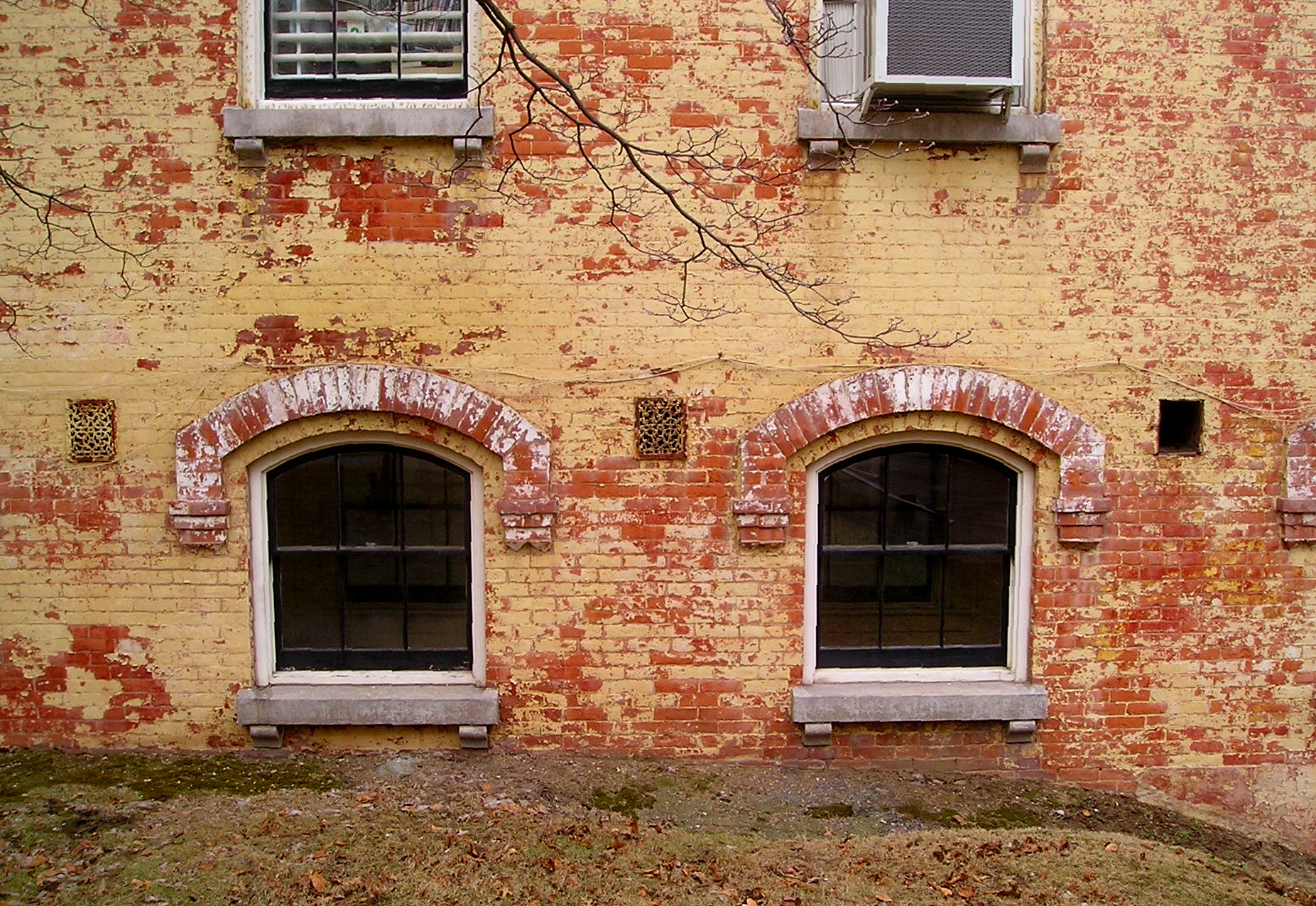
温暖港湾的砖结构

1976年9月12日，温暖港湾文化中心向公众开放。2008年，文化中心与斯塔滕岛植物园合并为“温暖港湾文化中心和植物园”。
水手温暖港湾档案保存在布朗克斯的纽约州立大学海事学院的斯蒂芬·卢斯图书馆。

## 建筑

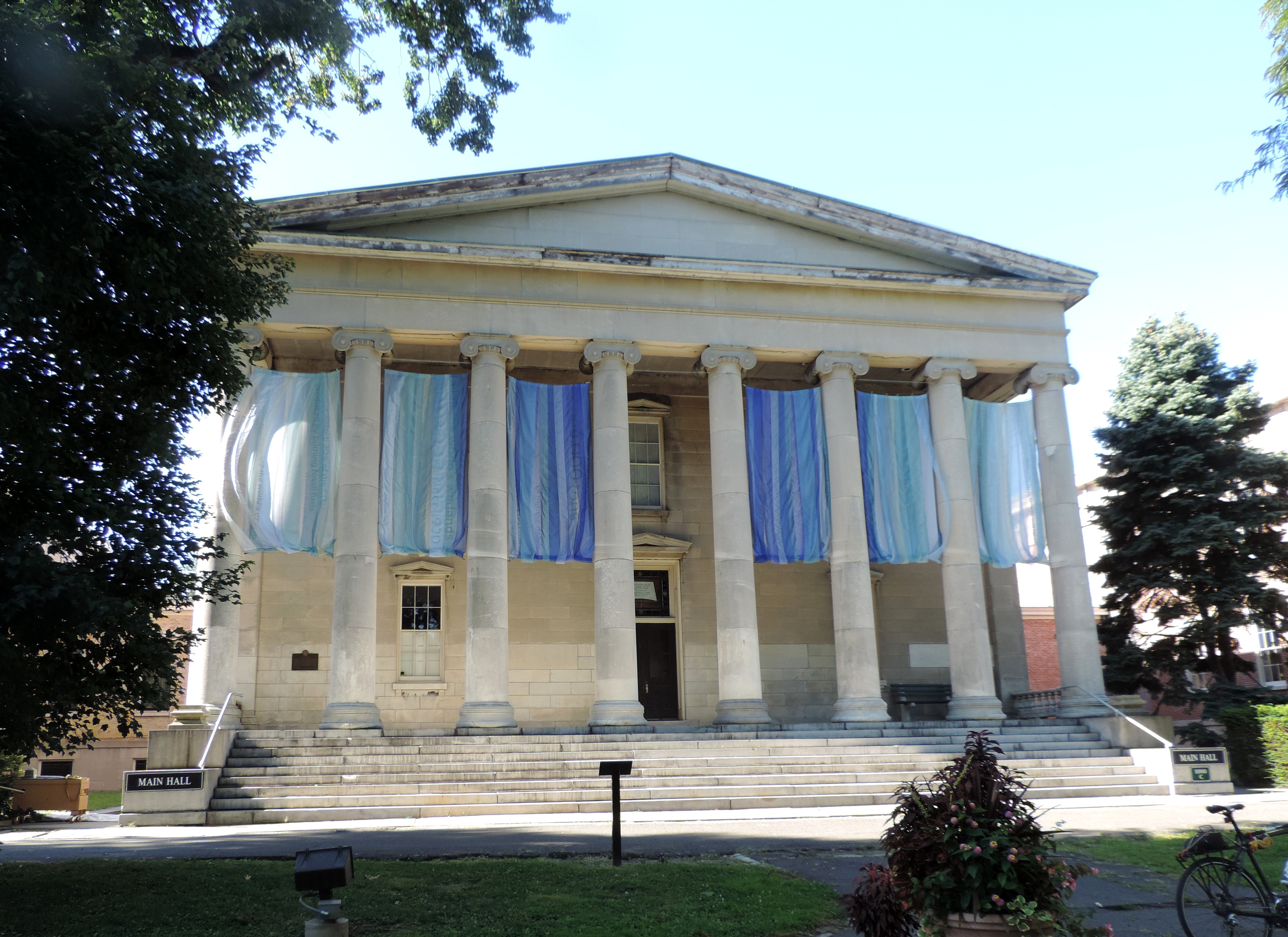
行政楼 C

温暖港湾的五座互相锁合的希腊复兴建筑，被视为“美国古典复兴最雄心勃勃的时刻”，也是该国希腊神庙式建筑“最杰出”的建筑群。这些建筑围绕建于1833年的C楼建造，形成了对称的构图，中间有一个八柱的门廊，两端有两个六柱的门廊。
保罗·戈德伯格写道，“温暖港湾有一些校园的感觉，也有一些小镇广场的感觉。事实上，这一排古典神庙，并排排列，在宏伟的立面后面，凹陷着微小的连接结构，这最初令人费解，因为它们不符合我们认知的模式—它们排成一排，仿佛在大街上，其实却坐落在公园的景观中。它们似乎符合19世纪风景设计的传统，但又由于其刚性的线性顺序，违背了它。”
建于1833 年的行政楼由Minard Lafever设计，是一座“宏伟的”希腊复兴建筑，有宏伟的爱奥尼亚门廊，是这位建筑师现存最古老的作品。它于1884年重新装修，拥有“一个令人眼花缭乱的走廊，有彩色玻璃和天花板壁画”，在1990年代修复。

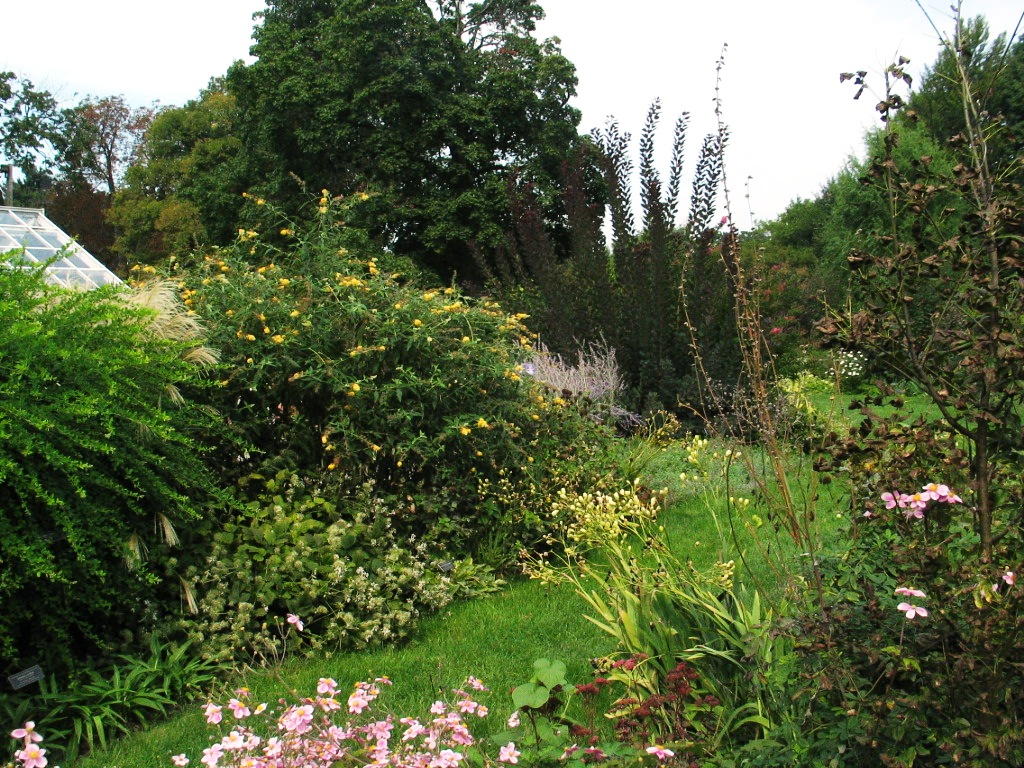
水手温暖港湾的绿地

所有五座建筑都分别列为地标建筑，它们是：拥有131年历史的教堂，经过翻修，作为演奏会和音乐会场地；意大利里士满露台门厅（1873年），环绕周围的19世纪中叶铁栅栏，以及C楼和教堂的内部。

### 花园
建筑群坐落在开阔的花园中，四周环绕着19世纪的铸铁栅栏。花园中有一个1893年的海神喷泉，现在放在室内，原处以复制品代替。据《纽约时报》报道：“他位于中间，骑着被海怪高高举起的贝壳，手举三叉戟。水从喷泉中心喷出，从金属的百合花束喷洒到喷泉的两侧。来到温暖港湾的游客们坐在周围的长椅上，驻足观看，同时工人们正在吃午餐。这里相当安静。而喧闹的纽约及其繁忙的港口，距此只有200英尺（61） 远，但好像是在火星上，或者至少是在他领海的另一端。”。
花园中还有一尊奥古斯都·圣-戈登斯所雕刻的罗伯特·兰德尔的铜像。

## 温暖港湾文化中心和植物园
温暖港湾文化中心和植物园是附属于史密森尼学会的一个非盈利机构，其主要目的是“经营、管理和发展水手温暖港湾，作为文化与教育中心和公园”。2005年，它是纽约市406家艺术和社会服务机构之一，获得了卡内基基金会2000万美元赠款中的一部分，这是由于前纽约市长迈克尔·布隆伯格带头捐赠而使之成为可能的。2006 年，该非营利组织的收入和支出均约为 370 万美元，年终资产为 260 万美元。
这里也是斯塔滕岛儿童剧院协会（SICTA）和斯塔滕岛音乐学院（Staten Island Conservatory of Music）的所在地。。

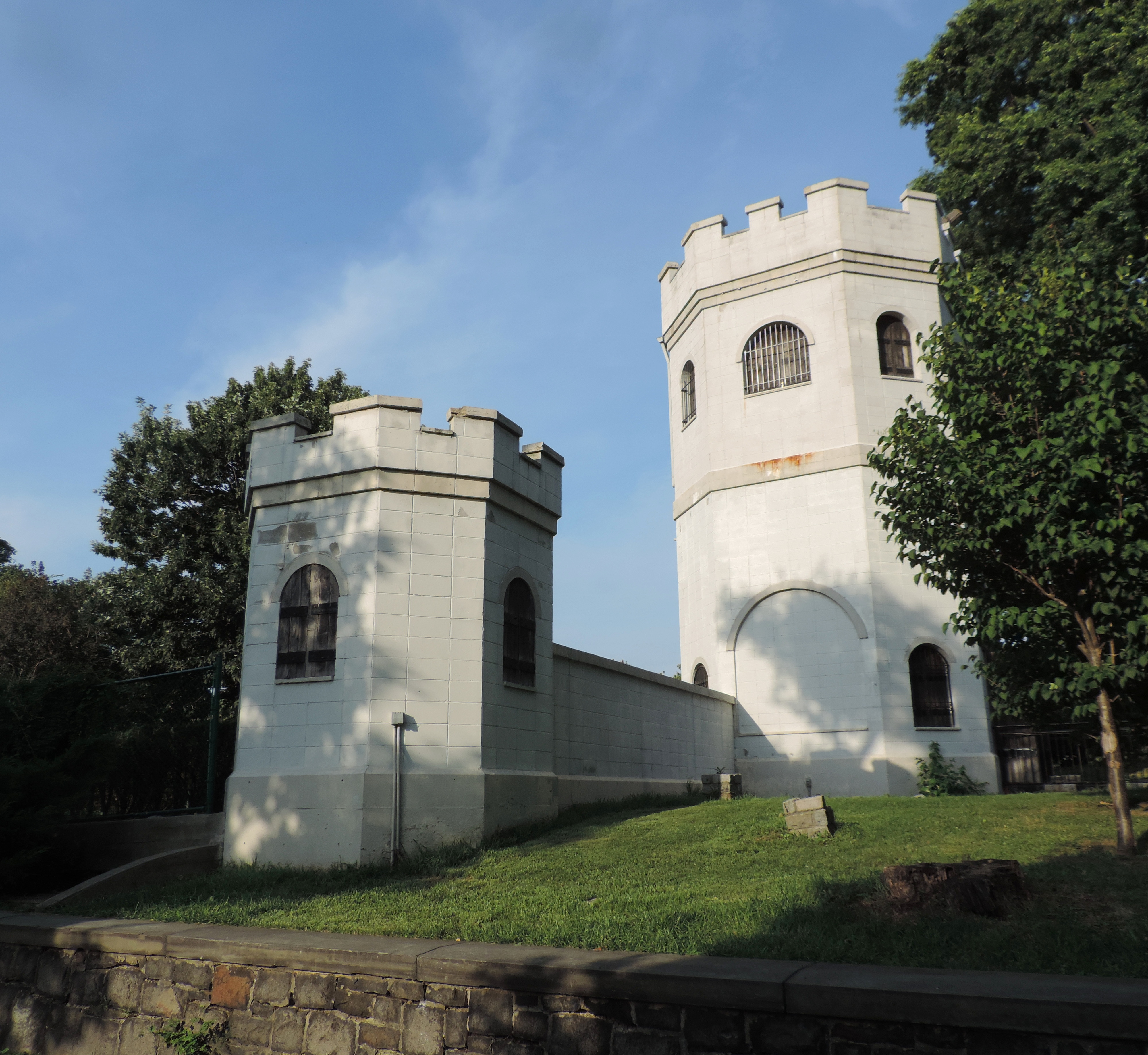

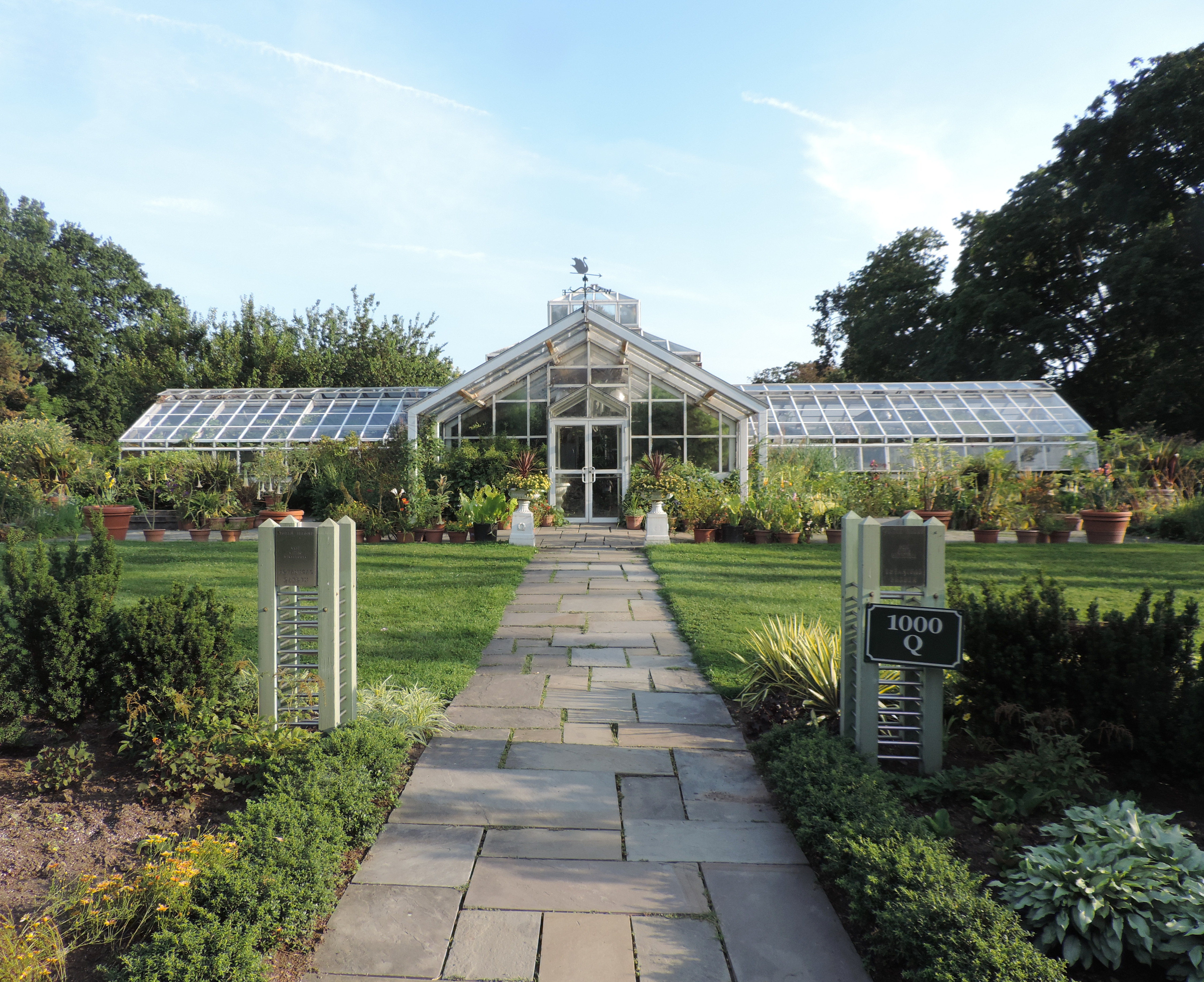

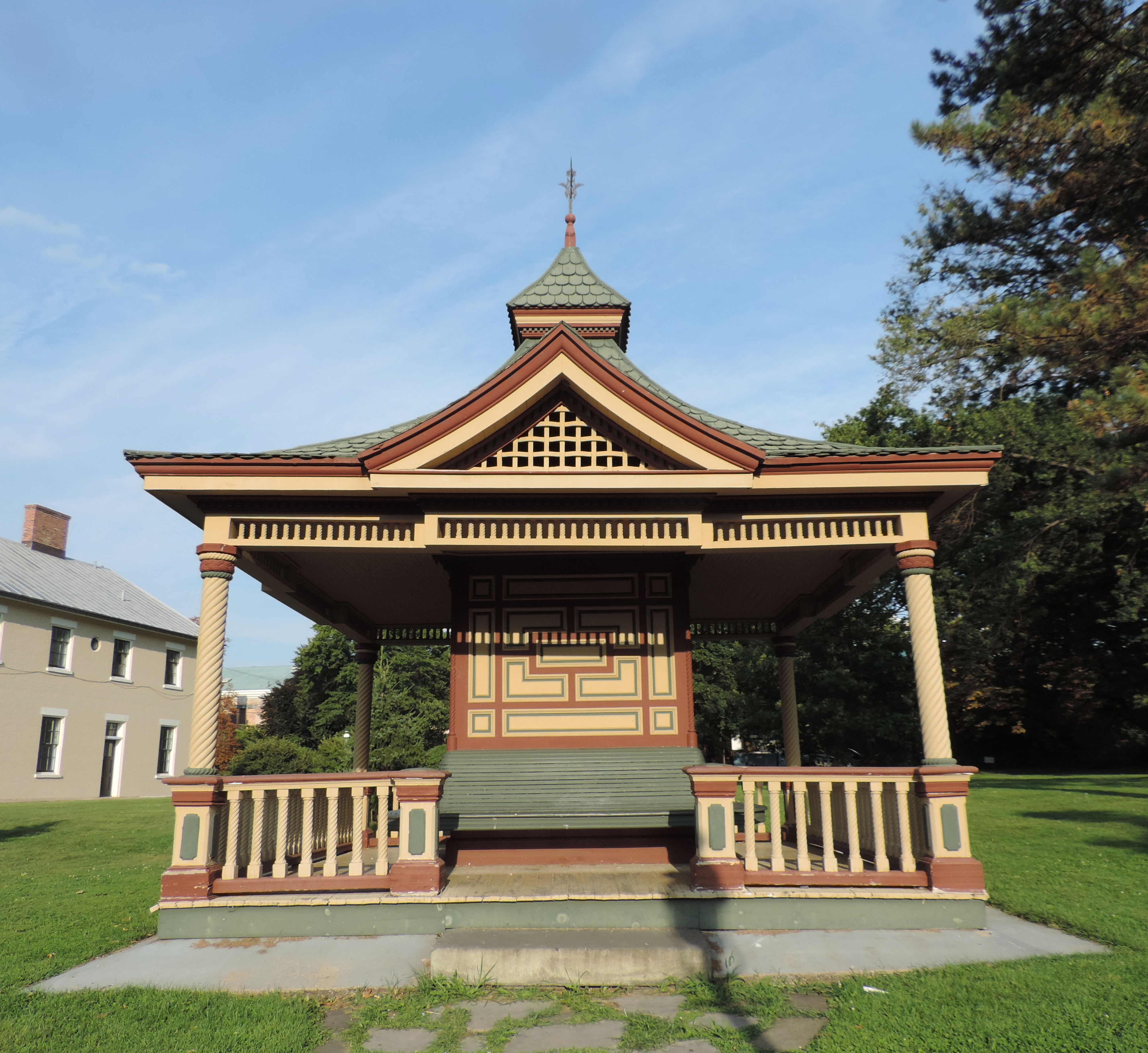

### 斯塔滕岛植物园
斯塔滕岛植物园拥有广阔的花园，包括白色花园，灵感来自薇塔·萨克维尔·韦斯特（Vita Sackville-West）在西辛赫斯特（Sissinghurst）的著名花园；康妮·格雷茨（Connie Gretz）的秘密花园，有城堡、迷宫和有围墙的秘密花园；以及寄兴园（the New York Chinese Scholar's Garden），这是一个地道的中国园林，有围墙，建于1998年，是著名的苏州园林风格。

### 纽豪斯当代艺术中心
纽豪斯当代艺术中心（Newhouse Center for Contemporary Art）成立于1977年，展出当地和国际艺术家的作品。该中心还提供驻馆艺术家展览（artist-in-residence exhibitions）和15,000平方英尺（1,400平方）的画廊空间。 它设在水手温暖港湾建筑上重要的希腊复兴式建筑内。
虽然纽豪斯开始时重点关注那些居住在或在斯塔滕岛拥有工作室的艺术家 ，以及反映斯塔滕岛或温暖港湾历史的艺术， 但是纽豪斯现在更为广泛关注当代艺术。与许多纽约博物馆不同，纽豪斯拥有安装大型展览和大型作品的空间，并可以添加户外雕塑。

### 诺布尔海上珍品收藏
“诺布尔海上珍品收藏”（Noble Maritime Collection）是一个博物馆，特别关注艺术家/版画家/水手约翰·诺布尔（1913-1983 年）的作品。《华盛顿邮报》称之为一艘游艇的展览，诺布尔将其改造成艺术家工作室“引人注目...，这是一个集水上的居所与艺术家的隐居地于一身，完全木制的船身、舷窗、工程师的床、绘图台，以及印刷和蚀刻工具。在里面，很容易想象船停泊在附近的水域，”。画家的儿子约翰·诺布尔从1930年代直到1983年去世，一直描绘航海主题。年轻的诺布尔定期进行划艇游览，观察和记录海滨的工作生活。诺布尔收藏见证了一种充满活力的船舶、码头和劳工文化，这些文化大多已从纽约消失。
《纽约太阳报》称诺贝尔收藏为“纽约博物馆中一颗无名的宝石”。

### 斯塔滕岛儿童博物馆
斯塔滕岛儿童博物馆的特色是轮换的动手展品，以及大量来自异国的全年活体节肢动物收藏。儿童博物馆由建于1913年的主楼和温暖港湾旧畜棚组成，后者原来饲养供水手温暖港湾居民食用的牲畜。博物馆开发时，修建了一条现代化的走道，连接两座建筑，形成博物馆建筑。

### 斯塔滕岛博物馆
斯塔滕岛博物馆于2015年9月在温暖港湾开放。博物馆在两个馆址经营了近两年之后，关闭了圣乔治馆址，合并到现在的建筑，温暖港湾A楼。博物馆希望到2022年扩展到B楼。

### 艺术实验室
艺术实验室（Art Lab）是一所美术和应用艺术学校，成立于1975年，提供艺术指导和展览。 

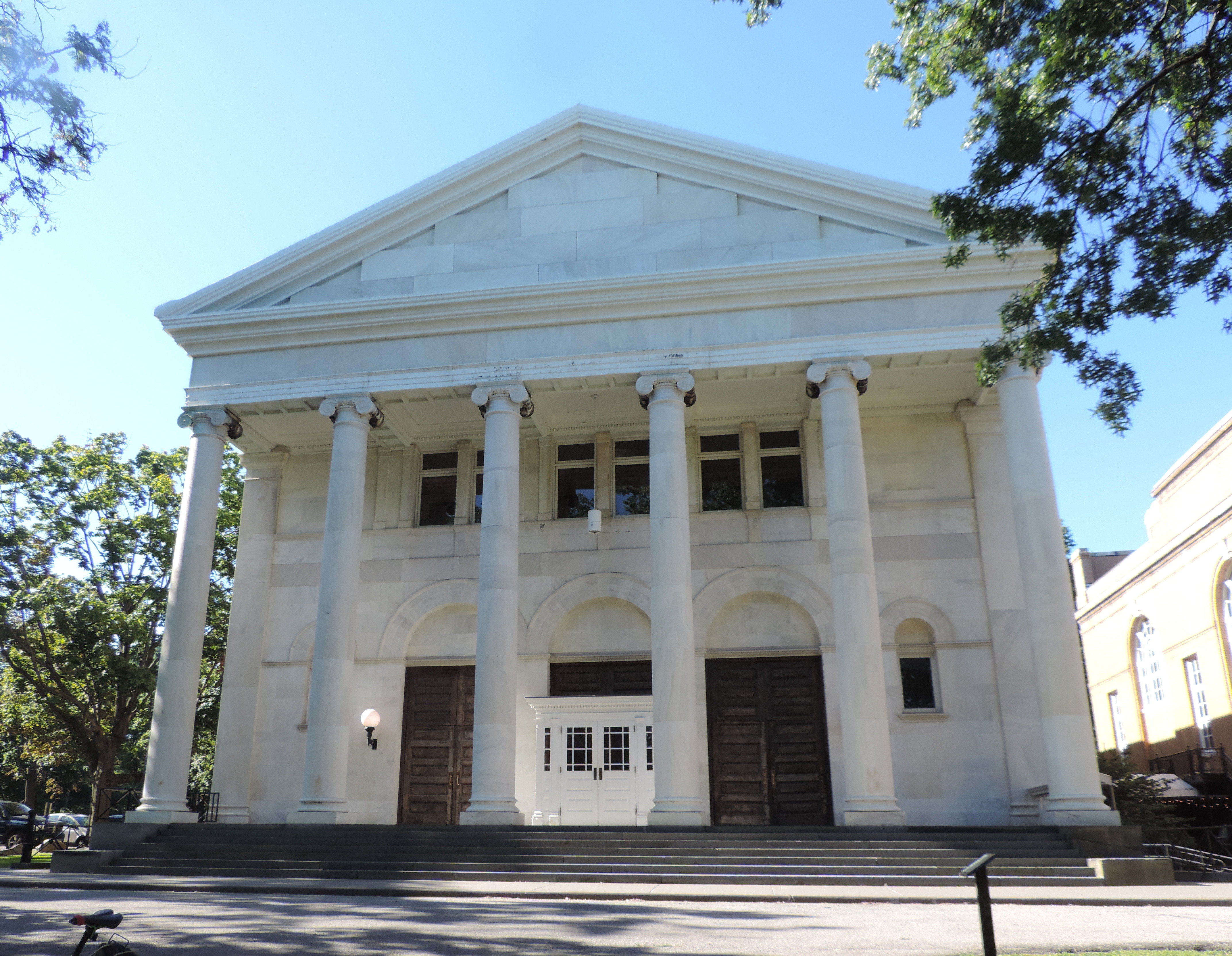
音乐厅

### 音乐厅
音乐厅是一个拥有686个座位的希腊复兴礼堂，举办表演艺术。这是纽约市第二古老的音乐厅，于1892年7月开馆，演出了一场歌舞表演“玫瑰少女”，约600名养老院老人坐在简陋的木制座位上，而300 名受托人和他们的客人坐在礼堂包厢的软座。

## 温暖港湾墓地
水手温暖港湾的居民们埋葬在称为"猴子山"的地方。墓地的位置就在现在温暖港湾建筑群马路对面的艾力森池塘公园，该公园曾经是温暖港湾的一部分。直到1939年，池塘一直为温暖港湾设施供水。墓地部分（被红砖墙包围着）仍然归温暖港湾中心所有，而剩余的土地于1975年出售给纽约市，变成了一个带有远足小径的公园 。7 000多具尸体（包括水兵的尸体）大部分现在躺在没有标记的坟墓里，因为它们的墓碑在1980年代被拆除，在墓地不再使用后存放起来保存。

## 谋杀和自杀
1863 年 1 月 30 日，温暖港湾的罗伯特·奎因牧师在温暖港湾教堂外被一位名叫赫尔曼·英格尔斯的水手居民用双管手枪射杀。赫尔曼·英格斯随后开枪自杀，死在位于花园里的温暖港湾医院。

## 交通
斯塔滕岛铁路现已废弃的北岸支线上，曾设有水手温暖港湾车站。车站的挡土墙和楼梯仍然存在。现在，往返圣乔治车站的S40路巴士，停在温暖港湾的前门。

## 在流行文化中

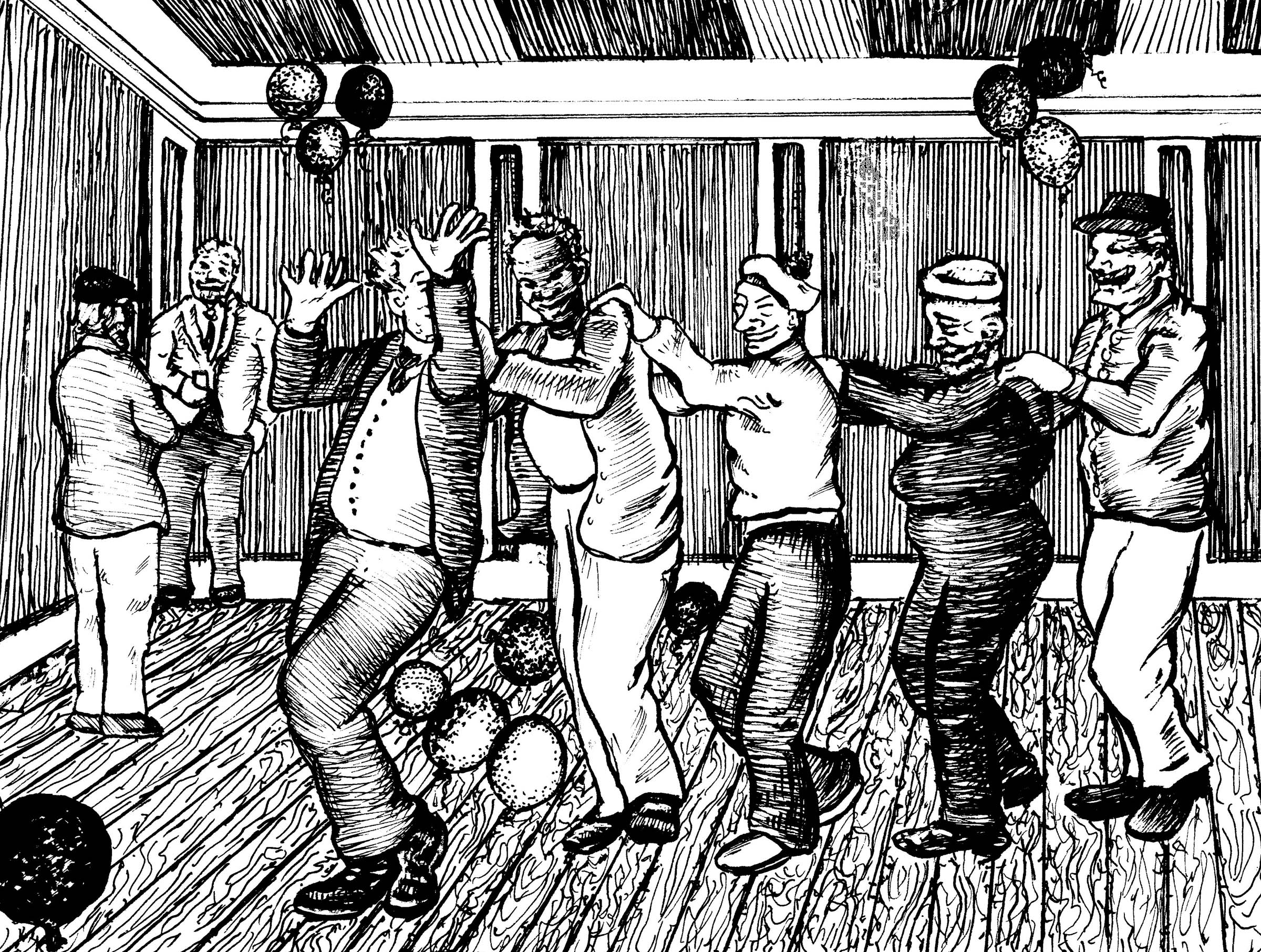
跳舞的水手，《温暖港湾的彼得鸽》

《艾因斯利杂志》（Ainslee's Magazine）在1898年刊登了一篇文章《当帆收起时：水手的温暖港湾》，即将成名的小说家西奥多·德莱赛提供了一个有趣的非小说叙述，描述那些桀骜不驯并且经常醉醺醺的养老院居民。
美国海洋民歌收藏家威廉·梅因·多尔弗林格向水手温暖港湾的居民收集了许多歌曲，在1951年出版合集《棚屋男人与棚屋男孩》（Shantymen and Shantyboys），1972年重印时，名为《水手与木材商之歌》（Songs of the Sailorman and Lumberman）。
2004年，当地表演艺术公司桑多格剧院（Sundog Theatre）演出了达蒙·迪马科（Damon DiMarco）和杰弗里·哈珀（Jeffrey Harper）关于水手们在温暖港湾生活的原创剧目。《我的水手》（My Mariners）在港口的退伍军人纪念馆演出。
电影《皮毛》（Fur）的最后一幕，表现一个天体营，于2006年7月在温暖港湾拍摄。
2009年，埃德·威斯（Ed Weiss）的插图小说《温暖港湾的彼得鸽》，几乎全部被设定在温暖港湾–从旧日的水手养老院，到新的化身艺术中心。
2011年电视剧《幽灵猎人》（Ghost Hunters）的一集，“被谋杀的护士长”描写大西洋超自然协会（The Atlantic Paranormal Society，TAPS）在水手温暖港湾进行的调查。
Lady Gaga的第五首，也是最后一首专辑《天生完美》（2011年）中的《夜的嫁衣》，是在温暖港湾拍摄。
2012年电影《待解救的少女》（Damsels in Distress），由惠特·斯蒂尔曼（Whit Stillman）编剧兼导演，葛莉塔·葛薇和亚当·布罗迪主演，主要在温暖港湾拍摄，作为电影虚构的“七橡树学院”校园。
2013年1月，《灵异纪录片》（Ghost Adventures）有一集在水手的温暖港湾拍摄，描写邪灵困扰着该地区。
2017 年Netflix电视连续剧《铁拳侠》部分拍摄于温暖港湾，作为手合会的训练大院。